# Stora Sundsjön, Dalarna
Stora Sundsjön är en sjö i Hedemora kommun i Dalarna och ingår i Dalälvens huvudavrinningsområde. Sjön har en area på 0,916 kvadratkilometer och ligger 177,1 meter över havet. Sjön avvattnas av vattendraget Lustån (Fiskbäcksån).

## Delavrinningsområde
Stora Sundsjön ingår i det delavrinningsområde (667816-149963) som SMHI kallar för Utloppet av Lilla Sundsjön. Medelhöjden är 193 meter över havet och ytan är 5,04 kvadratkilometer. Räknas de 9 avrinningsområdena uppströms in blir den ackumulerade arean 73,07 kvadratkilometer. Lustån (Fiskbäcksån) som avvattnar avrinningsområdet har biflödesordning 2, vilket innebär att vattnet flödar genom totalt 2 vattendrag innan det når havet efter 156 kilometer. Avrinningsområdet består mestadels av skog (62 procent). Avrinningsområdet har 1,37 kvadratkilometer vattenytor vilket ger det en sjöprocent på 27,1 procent.